# Sammy Mandell
Sammy Mandell (* 5. Februar 1904 in Rockford, Illinois, USA als Saverio Mandala; † 7. November 1967 in Oak Park, Illinois, USA) war ein US-amerikanischer Boxer italienischer Abstammung im Leichtgewicht.
Er errang am 3. Juli 1926 den universellen Weltmeistertitel und hielt ihn bis 17. Juli 1930. Zudem wurde er in die International Boxing Hall of Fame aufgenommen.